# 利亚姆·贝尔塔佐
利亚姆·贝尔塔佐（義大利語：Liam Bertazzo，1992年2月17日—）是一名意大利男子自行车运动员。他曾参加2016年夏季奥林匹克运动会男子团体追逐赛，结果获得第6名。一年后，他在2017年世界場地自由車錦標賽上获得男子团体追逐赛的铜牌。